# مت ادسون
مت ادسون (انگلیسی: Matt Edeson؛ زادهٔ ۱۱ اوت ۱۹۷۹) بازیکن فوتبال است.